# Skisprung-Grand-Prix 2022
Der Skisprung-Grand-Prix 2022 (offizielle Bezeichnung: FIS Grand Prix Ski Jumping 2022) war die wichtigste im Sommer 2022 von der FIS veranstaltete Wettkampfserie im Skispringen.

## Verlauf
Für den Grand Prix waren neben den im Mai 2022 festgelegten Wettkampfstätten auch Schtschutschinsk und Almaty eingeplant. Beide wurden aber ersatzlos gestrichen. Dagegen fanden erstmals ein Wettbewerb der Damen sowie auch ein Mixed-Team-Springen in Râșnov statt.
Beim Auftaktspringen der Damen in Wisła lagen die drei Podiumsplatzierten nur 0,2 Punkte auseinander, was erstmals in diesem Wettbewerb geschah. Am zweiten Tag erreichte Joséphine Pagnier erstmals im Grand Prix einen Podestplatz. Bei den Herren belegte das polnische Team bei seinen beiden Heimwettbewerben sieben bzw. fünf Platzierungen unter den besten zehn Startern.
Ende Juli stürzte Selina Freitag während des Training in Courchevel bei der Landung nach vorn und zog sich Verletzungen im Gesicht zu. Sie konnte deswegen eine Woche später am Wettbewerb an gleicher Stelle nicht teilnehmen. Während des Grand-Prix-Springens in Courchevel überstand Abigail Strate bei einem Sprung auf die Tagesbestweite von 128,5 m einen ähnlichen Unfall. Sie konnte denn Wettbewerb aber fortsetzen und wurde Siebente. Julia Clair, mit 28 Jahren und 139 Tagen die älteste Starterin des Springens, erreichte mit einem dritten Platz ihren ersten Podestrang im Grand Prix. Einen Tag später feierte Manuel Fettner seinen ersten Grand-Prix-Sieg. Mit 37 Jahren und 21 Tagen ist er nach Noriaki Kasai der älteste Tagessieger überhaupt. Anders Fannemel nahm zum ersten Mal seit fast vier Jahren wieder am Grand Prix teil. Nach dem Trainingssieg wurde er im Wettbewerb Sechster.
Der für den 18. September geplante Mannschaftswettbewerb der Männer in Râșnov wurde auf den 17. September vorgezogen. Der Japaner Ren Nikaidō holte bei seinem Grand-Prix-Debüt mit einem Sieg im Einzel und dem dritten Platz im Teamspringen zugleich seine ersten Punkte in einer der beiden wichtigsten Veranstaltungsserien (Skisprung-Weltcup und Grand Prix). Im Wettbewerb der Frauen erreichten die Siegerin Eva Pinkelnig und die Drittplatzierte Nika Prevc ihre ersten Podestplatzierungen im Grand Prix, für Prevc war es zugleich der erste in einer Veranstaltung der Weltspitze. Urša Bogataj gewann mit dem zweiten Rang vorzeitig die Gesamtwertung, da Nika Križnar nicht an den Start ging.
In Hinzenbach sprang Ryōyū Kobayashi erstmals in der Grand-Prix-Saison, wurde aber nach einem erfolgreichen Training im Qualifikationsdurchgang disqualifiziert.
Beim Mixed-Team-Wettbewerb in Klingenthal erreichte die slowenische Mannschaft den dritten Platz, obwohl Ema Klinec im ersten Durchgang disqualifiziert wurde und damit ein Sprung weniger in die Wertung einging als bei den übrigen Teams. Da Manuel Fettner beim Abschlussspringen nicht über den ersten Durchgang hinaus kam und Kamil Stoch nicht antrat, stand Dawid Kubacki vorzeitig als Gesamtsieger der Herren fest. Als erstem Athleten gelang ihm dieser Erfolg zum vierten Mal. Mit seinem 14. Tagessieg zog er außerdem in der ewigen Bestenliste an den Spitzenreitern Adam Małysz und Gregor Schlierenzauer vorbei. Beim Wettbewerb der Damen stürzte Emely Torazza und zog sich eine Hüftprellung zu. Selina Freitag gelang mit einem dritten Rang ihr erster Podestplatz im Grand Prix. Aufmerksamkeit erregte auch die Japanerin Ringo Miyajima, die sich im zweiten Durchgang um elf Plätze verbessern konnte. Mit 127 m gelang ihr die beste Weite nach den Sprüngen der Tagessiegerin Urša Bogataj.

## Ergebnisse und Wertungen Herren

### Grand-Prix-Übersicht
| Datum      | Austragungsort | Schanze                          | Bemerkung | Sieger                                     | Zweiter                      | Dritter                         |
| ---------- | -------------- | -------------------------------- | --------- | ------------------------------------------ | ---------------------------- | ------------------------------- |
| 23.07.2022 | Wisła          | Malinka HS134                    |           | Dawid Kubacki                              | Kamil Stoch                  | Karl Geiger                     |
| 24.07.2022 | Wisła          | Malinka HS134                    |           | Kamil Stoch                                | Dawid Kubacki                | Jakub Wolny                     |
| 07.08.2022 | Courchevel     | Tremplin du Praz HS135           |           | Manuel Fettner                             | Gregor Deschwanden           | Stefan Kraft                    |
| 17.09.2022 | Râșnov         | Trambulina Valea Cărbunării HS97 | Team      | ÖsterreichDaniel Tschofenig Manuel Fettner | PolenStefan Hula Paweł Wąsek | JapanReruhi Shimizu Ren Nikaidō |
| 17.09.2022 | Râșnov         | Trambulina Valea Cărbunării HS97 |           | Ren Nikaidō                                | Paweł Wąsek                  | Wladimir Sografski              |
| 25.09.2022 | Hinzenbach     | Aigner-Schanze HS90              |           | Dawid Kubacki                              | Anže Lanišek                 | Manuel Fettner                  |
| 02.10.2022 | Klingenthal    | Vogtland Arena HS140             |           | Dawid Kubacki                              | Ryōyū Kobayashi              | Daniel-André Tande              |

### Wertungen
| Rang | Name               | Punkte |
| ---- | ------------------ | ------ |
| 01.  | Dawid Kubacki      | 0380   |
| 02.  | Manuel Fettner     | 0210   |
| 03.  | Kamil Stoch        | 0182   |
| 04.  | Paweł Wąsek        | 0175   |
| 05.  | Ren Nikaidō        | 0169   |
| 06.  | Andreas Wellinger  | 0165   |
| 07.  | Daniel Tschofenig  | 0155   |
| 08.  | Gregor Deschwanden | 0146   |
|      | Karl Geiger        | 0146   |
| 10.  | Jakub Wolny        | 0117   |
| 11.  | Wladimir Sografski | 0110   |
| 12.  | Stefan Kraft       | 0094   |
| 13.  | Naoki Nakamura     | 0087   |
| 14.  | Maciej Kot         | 0086   |
| 15.  | Ryōyū Kobayashi    | 0080   |
|      | Anže Lanišek       | 0080   |
| 17.  | Jan Hörl           | 0076   |
|      | Piotr Żyła         | 0076   |
| 19.  | Junshirō Kobayashi | 0074   |
| 20.  | Pius Paschke       | 0073   |
| 21.  | Kacper Juroszek    | 0060   |
|      | Reruhi Shimizu     | 0060   |
|      | Daniel-André Tande | 0060   |
| 24.  | Stefan Hula        | 0059   |
| 25.  | Philipp Raimund    | 0058   |
|      | Keiichi Satō       | 0058   |
|      | Timi Zajc          | 0058   |
| 28.  | Giovanni Bresadola | 0054   |
| 29.  | Domen Prevc        | 0052   |

| Rang | Name                   | Punkte |
| ---- | ---------------------- | ------ |
| 30.  | Niko Kytösaho          | 0050   |
| 31.  | Anders Håre            | 0045   |
|      | Thomas Lackner         | 0045   |
|      | Francisco Mörth        | 0045   |
| 34.  | Peter Prevc            | 0044   |
|      | Patrik Vitez           | 0044   |
| 36.  | Maximilian Steiner     | 0042   |
| 37.  | Anders Fannemel        | 0040   |
|      | Robert Johansson       | 0040   |
| 39.  | Artti Aigro            | 0038   |
| 40.  | Stephan Leyhe          | 0035   |
| 41.  | Ulrich Wohlgenannt     | 0033   |
| 42.  | Halvor Egner Granerud  | 0032   |
| 43.  | Tilen Bartol           | 0030   |
|      | Roman Koudelka         | 0030   |
|      | Eetu Nousiainen        | 0030   |
| 46.  | Marius Lindvik         | 0029   |
|      | Aleksander Zniszczoł   | 0029   |
| 48.  | Constantin Schmid      | 0027   |
| 49.  | Fredrik Villumstad     | 0026   |
| 50.  | Kevin Maltsev          | 0025   |
| 51.  | Michael Hayböck        | 0024   |
|      | Alex Insam             | 0024   |
| 53.  | Jarosław Krzak         | 0022   |
| 54.  | Andrew Urlaub          | 0020   |
| 55.  | Philipp Aschenwald     | 0018   |
|      | Johann André Forfang   | 0018   |
| 57.  | Luca Roth              | 0016   |
| 58.  | Bendik Jakobsen Heggli | 0015   |

| Rang | Name                    | Punkte |
| ---- | ----------------------- | ------ |
| 59.  | Decker Dean             | 0014   |
| 60.  | Martin Hamann           | 0013   |
| 61.  | Joacim Ødegård Bjøreng  | 0012   |
|      | Justin Lisso            | 0012   |
| 63.  | MacKenzie Boyd-Clowes   | 0011   |
|      | Francesco Cecon         | 0011   |
| 65.  | David Siegel            | 0010   |
| 66.  | Dominik Peter           | 0009   |
|      | Markus Rupitsch         | 0009   |
|      | Rikuta Watanabe         | 0009   |
| 69.  | Jan Habdas              | 0008   |
|      | Lovro Kos               | 0008   |
|      | Adam Niżnik             | 0008   |
| 72.  | Moritz Baer             | 0007   |
|      | Shinnosuke Fujita       | 0007   |
|      | Tomasz Pilch            | 0007   |
|      | Jernej Presečnik        | 0007   |
| 76.  | Witalij Kalinitschenko  | 0006   |
| 77.  | Antti Aalto             | 0005   |
|      | Christian Røste Solberg | 0005   |
| 79.  | Daniel Cacina           | 0004   |
| 80.  | Andrei Feldorean        | 0003   |
|      | Valentin Foubert        | 0003   |
|      | Danil Wassiljew         | 0003   |
| 83.  | Felix Hoffmann          | 0002   |
|      | Mihnea Spulber          | 0002   |
| 85.  | Jan Bombek              | 0001   |
|      | Daniel Huber            | 0001   |
|      | Janni Reisenauer        | 0001   |

| Rang | Name        | Punkte |
| ---- | ----------- | ------ |
| 01.  | Polen       | 1384   |
| 02.  | Österreich  | 1253   |
| 03.  | Deutschland | 0864   |
| 04.  | Japan       | 0819   |
| 05.  | Norwegen    | 0797   |
| 06.  | Slowenien   | 0724   |

| Rang | Name               | Punkte |
| ---- | ------------------ | ------ |
| 07.  | Schweiz            | 0405   |
| 08.  | Italien            | 0189   |
| 09.  | Finnland           | 0135   |
| 10.  | Bulgarien          | 0110   |
| 11.  | Tschechien         | 0105   |
| 12.  | Vereinigte Staaten | 0084   |

| Rang | Name       | Punkte |
| ---- | ---------- | ------ |
| 13.  | Estland    | 0063   |
| 14.  | Rumänien   | 0059   |
| 15.  | Kanada     | 0011   |
| 16.  | Ukraine    | 0006   |
| 17.  | Frankreich | 0003   |
|      | Kasachstan | 0003   |

## Ergebnisse und Wertungen Damen

### Grand-Prix-Übersicht
| Datum      | Austragungsort | Schanze                          | Bemerkung | Sieger        | Zweiter       | Dritter           |
| ---------- | -------------- | -------------------------------- | --------- | ------------- | ------------- | ----------------- |
| 23.07.2022 | Wisła          | Malinka HS134                    |           | Urša Bogataj  | Marita Kramer | Nika Križnar      |
| 24.07.2022 | Wisła          | Malinka HS134                    |           | Nika Križnar  | Urša Bogataj  | Joséphine Pagnier |
| 06.08.2022 | Courchevel     | Tremplin du Praz HS135           |           | Urša Bogataj  | Nika Križnar  | Julia Clair       |
| 17.09.2022 | Râșnov         | Trambulina Valea Cărbunării HS97 |           | Eva Pinkelnig | Urša Bogataj  | Nika Prevc        |
| 02.10.2022 | Klingenthal    | Vogtland Arena HS140             |           | Urša Bogataj  | Ema Klinec    | Selina Freitag    |

### Wertungen
| Rang | Name               | Punkte |
| ---- | ------------------ | ------ |
| 01.  | Urša Bogataj       | 0460   |
| 02.  | Nika Križnar       | 0240   |
| 03.  | Joséphine Pagnier  | 0209   |
| 04.  | Julia Clair        | 0168   |
| 05.  | Katharina Althaus  | 0150   |
| 06.  | Selina Freitag     | 0146   |
| 07.  | Marita Kramer      | 0125   |
|      | Ringo Miyajima     | 0125   |
| 09.  | Nika Prevc         | 0120   |
| 10.  | Yuka Kobayashi     | 0117   |
| 11.  | Eva Pinkelnig      | 0100   |
| 12.  | Pauline Heßler     | 0093   |
| 13.  | Ema Klinec         | 0080   |
| 14.  | Chiara Kreuzer     | 0076   |
| 15.  | Abigail Strate     | 0072   |
| 16.  | Anna Rupprecht     | 0070   |
| 17.  | Silje Opseth       | 0069   |
| 18.  | Katra Komar        | 0067   |
| 19.  | Daniela Haralambie | 0063   |
| 20.  | Nagomi Nakayama    | 0060   |

| Rang | Name                       | Punkte |
| ---- | -------------------------- | ------ |
| 21.  | Lara Malsiner              | 0058   |
|      | Klára Ulrichová            | 0058   |
| 23.  | Taja Bodlaj                | 0055   |
| 24.  | Julia Mühlbacher           | 0051   |
| 25.  | Yūki Itō                   | 0050   |
|      | Jacqueline Seifriedsberger | 0050   |
| 27.  | Maja Vtič                  | 0049   |
| 28.  | Nicole Konderla            | 0045   |
| 29.  | Thea Minyan Bjørseth       | 0040   |
|      | Luisa Görlich              | 0040   |
|      | Jenny Rautionaho           | 0040   |
| 32.  | Juliane Seyfarth           | 0031   |
|      | Jessica Malsiner           | 0031   |
|      | Hannah Wiegele             | 0031   |
| 35.  | Haruka Iwasa               | 0029   |
|      | Karolína Indráčková        | 0029   |
| 37.  | Sina Arnet                 | 0028   |
| 38.  | Kurumi Ichinohe            | 0027   |
| 39.  | Vanessa Moharitsch         | 0026   |
| 40.  | Yūka Setō                  | 0024   |

| Rang | Name                    | Punkte |
| ---- | ----------------------- | ------ |
|      | Tamara Mesíková         | 0024   |
| 42.  | Emely Torazza           | 0023   |
|      | Riko Sakurai            | 0023   |
| 44.  | Tetjana Pylyptschuk     | 0017   |
| 45.  | Rea Kindlimann          | 0016   |
| 46.  | Natalie Eilers          | 0015   |
| 47.  | Weronika Schischkina    | 0013   |
| 48.  | Sina Kiechle            | 0012   |
| 49.  | Michelle Göbel          | 0008   |
|      | Kinga Rajda             | 0008   |
|      | Andreea Diana Trâmbițaș | 0008   |
| 52.  | Nejka Repinc Zupančič   | 0006   |
| 53.  | Karoline Røstad         | 0004   |
|      | Nicole Maurer           | 0004   |
| 55.  | Pia Lilian Kübler       | 0003   |
|      | Sophie Kothbauer        | 0003   |
| 57.  | Delia Anamaria Folea    | 0002   |
|      | Alessia Mîțu-Coșca      | 0002   |
| 59.  | Martina Ambrosi         | 0001   |
|      | Josephin Laue           | 0001   |

| Rang | Name        | Punkte |
| ---- | ----------- | ------ |
| 01.  | Slowenien   | 1402   |
| 02.  | Deutschland | 0829   |
| 03.  | Österreich  | 0762   |
| 04.  | Japan       | 0580   |
| 05.  | Norwegen    | 0463   |
| 06.  | Frankreich  | 0377   |

| Rang | Name       | Punkte |
| ---- | ---------- | ------ |
| 07.  | Schweiz    | 0217   |
| 08.  | Italien    | 0190   |
| 09.  | Tschechien | 0162   |
| 10.  | Rumänien   | 0125   |
| 11.  | Kanada     | 0091   |
| 12.  | Finnland   | 0090   |

| Rang | Name       | Punkte |
| ---- | ---------- | ------ |
| 13.  | Polen      | 0053   |
| 14.  | Slowakei   | 0024   |
| 15.  | Ukraine    | 0017   |
| 16.  | Kasachstan | 0013   |

## Ergebnisse und Wertungen Mixed-Team

### Grand-Prix-Übersicht
| Datum      | Austragungsort | Schanze                          | Bemerkung | Siegerin                                                                    | Zweite                                                                    | Dritte                                                                              |
| ---------- | -------------- | -------------------------------- | --------- | --------------------------------------------------------------------------- | ------------------------------------------------------------------------- | ----------------------------------------------------------------------------------- |
| 18.09.2022 | Râșnov 1       | Trambulina Valea Cărbunării HS97 |           | ÖsterreichJulia Mühlbacher Jan Hörl Eva Pinkelnig Daniel Tschofenig         | SlowenienNika Prevc Patrik Vitez Urša Bogataj Peter Prevc                 | NorwegenThea Minyan Bjørseth Bendik Jakobsen Heggli Silje Opseth Fredrik Villumstad |
| 01.10.2022 | Klingenthal    | Vogtland Arena HS140             |           | NorwegenThea Minyan Bjørseth Marius Lindvik Silje Opseth Daniel-André Tande | DeutschlandSelina Freitag Andreas Wellinger Katharina Althaus Karl Geiger | SlowenienEma Klinec Timi Zajc Urša Bogataj Anže Lanišek                             |